# Coeficiente de difusão de retículo

Difusão atômica intersticial através de um retículo quadricoordenado. Note-se que os átomos frequentemente bloqueiam os outros por mover-se para as posições adjacentes. Como pela Lei de Fick, o fluxo líquido, em balanço, ou movimento dos átomos é sempre na direção oposta do gradiente de concentração.

Coeficiente de difusão de retículo, é o coeficiente de difusão relacionado à difusão de retículo ou pelo ou por retículo, em algumas citações (também chamada difusão de volume) refere-se à difusão atômica no interior do retículo cristalino . Difusão interior do retículo do cristal ocorre tanto por mecanismos intersticiais ou substitucionais e refere-se à difusão de retículo. Na difusão de retículo intersticial, um difundente (tal como o carbono nas ligas de ferro), irá difundir-se entre a estrutura do retículo de outro elemento cristalino. Em difusão de retículo  substitucional (auto-difusão por exemplo), o átomo pode somente mover-se por substituir o lugar de outro átomo. Difusão de retículo  substitucional é frequentemente contingenciada com a disponibilidade de pontos vagos em todo o retículo cristalino. partículas em difusão de ponto a ponto vago pela rapidamente, essencialmente ao aleatoriamente saltando (difusão aos saltos). Uma vez que a prevalência de ponto vagos aumenta de acordo com a equação de Arrhenius, a taxa de difusão no estado sólido cristalino aumenta com a temperatura. Para um único átomo em um cristal sem defeitos, o movimento pode ser descrito pelo modelo da "marcha randômica ou aleatória".